# Grégory Doucet
Grégory Doucet (ur. 22 sierpnia 1973 w Paryżu) – francuski polityk, samorządowiec, aktywista ekologiczny oraz działacz humanitarny. Od 2020 roku mer Lyonu.

## Życiorys
Ukończył szkołę biznesu w Rouen. Jako student przewodniczył organizacji non-profit Genepi. W 2009 roku przeprowadził się do Lyonu i zaczął pracować w organizacji Handicap International. Pełnił funkcję dyrektora zachodnioafrykańskiego oddziału tej organizacji.
W 2007 roku został członkiem Europe Écologie-Les Verts. W 2014 roku kandydował na stanowisko burmistrza lyońskiej ósmej dzielnicy. Bezskutecznie kandydował w wyborach do Parlamentu Europejskiego w 2019 roku.
W 2020 roku z ramienia EÉLV wystartował na stanowisko mera Lyonu. W pierwszej turze uzyskał 28,46% głosów. Uzyskał w drugiej turze poparcie m.in. Partii Socjalistycznej, La France insoumise, Francuskiej Partii Komunistycznej oraz 52,4% osób głosujących.